# Лемез-Тамак
Леме́з-Тама́к (рос. Лемез-Тамак, башк. Ләмәҙтамаҡ) — присілок у складі Мечетлінського району Башкортостану, Росія. Адміністративний центр Лемез-Тамацької сільської ради.
Населення — 483 особи (2010; 522 в 2002).
Національний склад:
- башкири — 100 %